# Ljuba Welitsch
Ljuba Welitsch (en bulgare Люба Величкова, Ljuba Veličkova), née à  Borissovo en Bulgarie le 10 juillet 1913 et décédée à Vienne en Autriche le 1er septembre 1996, était une célèbre soprano lyrique bulgare puis autrichienne.

## Biographie
Elle étudia le chant au Conservatoire de Sofia auprès du professeur Georgi Zlatev-Cherkin. Après s'être perfectionnée à Vienne, elle parut pour la première fois à Sofia en 1936. Suivirent des engagements à Graz, Hambourg, Munich et enfin à l'Opéra d'État de Vienne.
Elle était connue pour ses cheveux roux et sa vivacité exubérante, et son rôle le plus célèbre fut celui de Salomé, qu'elle joua en 1944 sous la direction du compositeur Richard Strauss lui-même pour le 80e anniversaire de celui-ci. Elle chanta dans le même rôle pour ses débuts à Londres en 1947 et pour sa première représentation au Metropolitan Opera de New York, le 4 février 1949. Elle chanta également les rôles-titres de Tosca et d'Aida ; elle fut une Donna Anna mémorable dans Don Giovanni, notamment à Salzbourg en 1946 et 1950, Minnie dans La Fanciulla del West et Musette dans La Bohème.
Ni veloutée ni perçante, sa voix possédait un petit vibrato et convenait bien au microphone. Et elle était parfaitement capable de dominer  l'orchestre straussien. Elle était une cantatrice unique en son genre, ce dont on s'aperçut rapidement. Là où d'autres s'attardent et font durer le  moment, elle allait de l'avant, testant la capacité à la suivre des chefs d'orchestre qui l'accompagnaient. C'est généralement lorsque surgissait un doute qu'elle confondait l'auditeur par un ton de soudaine intimité qui rompait avec les conventions. Plus étonnante encore est la façon dont elle réalisait ces moments sans rompre la ligne au profit d'un effet dramatique.
Grande artiste, elle était également capable d'interprétations extraordinaires et ses exploits au Metropolitan de New York sont restés légendaires. Elle y fut par exemple une Musette « sexy » qui inquiétait ceux qui jouaient avec elle, et en jouant Tosca elle n'hésitait pas à donner à plusieurs reprises des coups de pied au baron Scarpia, théoriquement mort, c'est-à-dire à Lawrence Tibbett, contre lequel elle avait conçu une aversion personnelle.
Déjà interrompue par la guerre, sa carrière internationale ne dura pas longtemps, même si en fait elle ne cessa de chanter jusqu'en 1981. Parmi ses apparitions on compte celles qu'elle fit à la Royal Opera House de Covent Garden dans les années 1950. Et même quand sa voix se fut abîmée, elle commença une deuxième carrière au cinéma (en Amérique et en Autriche) et à la télévision autrichienne.
Mariée et divorcée deux fois, elle n'eut pas d'enfants. Elle est enterrée à Vienne au Cimetière central.

## Enregistrements

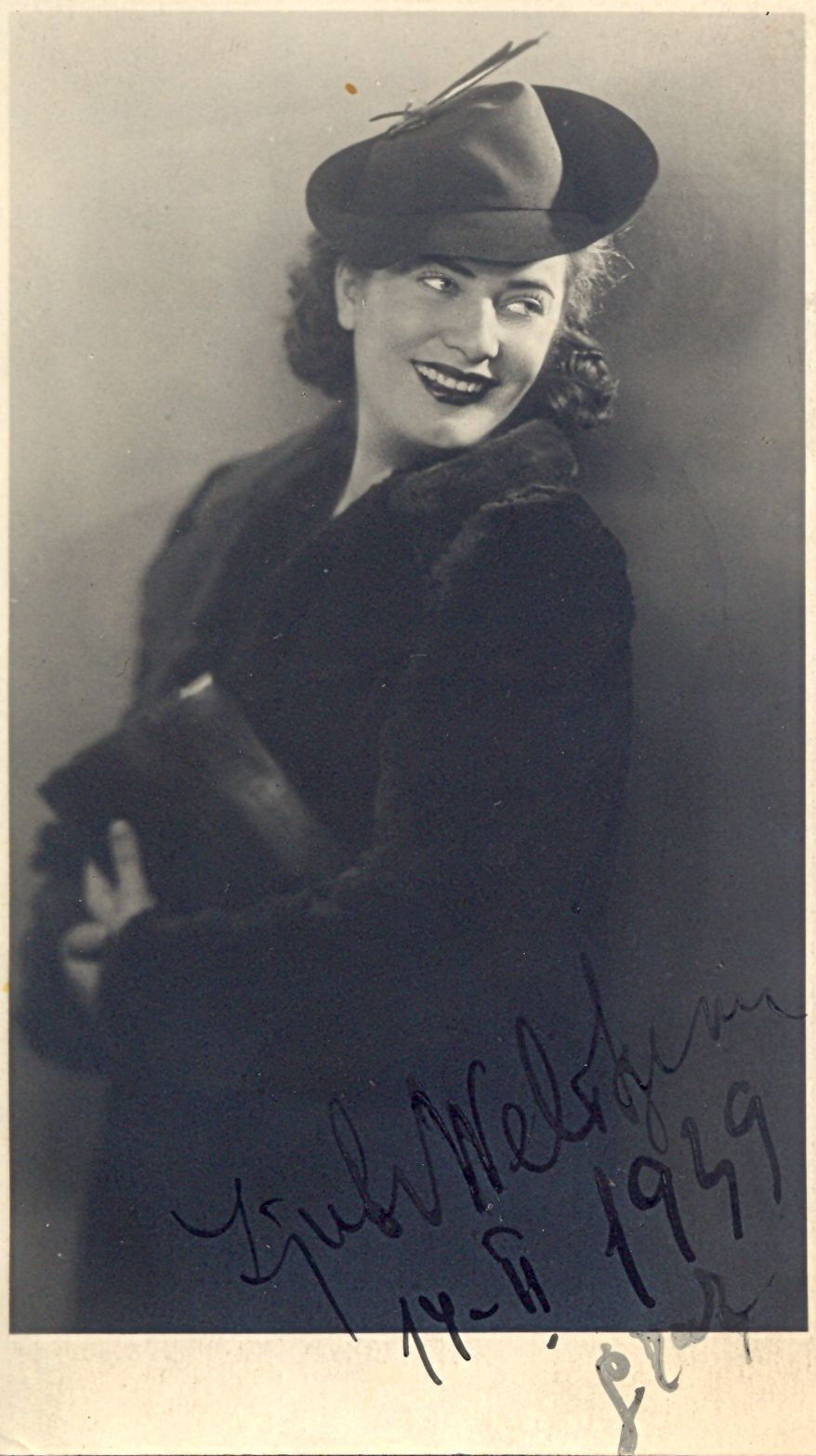
Ljuba Welitsch, 1939

Ses enregistrements ne sont pas nombreux, mais sa façon de jouer la scène finale de Salomé a établi une norme selon laquelle on juge encore toutes les artistes qui débutent dans ce rôle.
Ses interprétations de Salomé au Metropolitan en 1949, année où elle débute sur cette scène (Gebhardt Records JGCD 0013), et en 1952 sous la direction de Fritz Reiner, avec notamment Hans Hotter et Elisabeth Höngen, sont disponibles en CD.
Bien qu'elle n'ait souvent pas enregistré en studio, son talent peut être apprécié dans une collection intitulée Ljuba Welitsch : The Radio Years RY102 qui permet de l'entendre dans des airs de Weber, Verdi, Smetana, Dvorak, Puccini et Strauss et dans des lieder de Schubert.

## Sources
- (en) Cet article est partiellement ou en totalité issu de l’article de Wikipédia en anglais intitulé « Ljuba Welitsch » (voir la liste des auteurs).
- Peter Branscombe : Welitsch, Ljuba  dans le New Grove Dictionary of Opera, ed. Stanley Sadie (Londres, 1992)  (ISBN 0-333-73432-7)
- James Beswick Whitehead, https://web.archive.org/web/20070621175054/http://www.btinternet.com/~j.b.w/welit.htm